# ألتون إليس
ألتون إليس (بالإنجليزية: Alton Ellis)‏ هو مغني جامايكي، ولد في 1 سبتمبر 1938 في كينغستون في جامايكا، وتوفي في 10 أكتوبر 2008 في لندن في المملكة المتحدة بسبب سرطان.

## وصلات خارجية
- ألتون إليس على موقع IMDb (الإنجليزية)
- ألتون إليس على موقع ميوزك برينز (الإنجليزية)
- ألتون إليس على موقع أول ميوزيك (الإنجليزية)
- ألتون إليس على موقع ديسكوغز (الإنجليزية)